# Kruger 60
Kruger 60 (GJ 860 AB) es un sistema estelar en la constelación de Cefeo, uno de los más cercanos al sistema solar, del que se encuentra a 13,15 años luz.
Es una estrella binaria compuesta por dos enanas rojas cuya separación media es de 9,5 UA, aproximadamente la distancia que separa Saturno del Sol. La acusada excentricidad de la órbita hace que la separación entre las dos estrellas varíe desde 5,5 UA en el periastro a 13,5 UA en el apoastro. El período orbital es de 44,67 años.
Kruger 60 A (HD 239960 / LHS 3814), de magnitud aparente +9,59, es una estrella de tipo espectral M3V. Con una temperatura efectiva de 3380 K, tiene una masa de 0,28 masas solares y brilla con el 1 % de la luminosidad solar. Su velocidad de rotación proyectada es de 7,0 km/s y su metalicidad se estima en un 91 % de la que tiene el Sol.
Kruger 60 B (HD 239960B / LHS 3815), de magnitud +11,40, es más tenue que su compañera. De tipo M4V y 3150 K de temperatura, tiene una masa del 16 % de la masa solar, siendo su luminosidad un tercio de la de su compañera. Su velocidad de rotación proyectada es de 8,0 km/s.
Además es una estrella fulgurante que típicamente duplica su brillo para volver a la normalidad en un período de 8 minutos. Por ello recibe la denominación de estrella variable DO Cephei.